# La Petite Chartreuse (roman)
Pour les articles homonymes, voir La Petite Chartreuse.
La Petite Chartreuse est un roman de Pierre Péju publié le 9 octobre 2002 aux éditions Gallimard et ayant obtenu le prix du Livre Inter l'année suivante. Ce roman a été adapté au cinéma en 2005 dans le film La Petite Chartreuse de Jean-Pierre Denis.

## Historique
En 2003, le roman a reçu le prix du Livre Inter et le prix Rosine-Perrier. Il a ensuite été rapidement traduit en plusieurs langues étrangères puis a été l'objet d'une adaptation cinématographique, réalisée par Jean-Pierre Denis en 2005.

## Résumé
Un libraire spécialisé en livres anciens, du nom d'Étienne Vollard, renverse par accident une petite fille. Celle-ci, gravement blessée, est emmenée à l'hôpital dans un profond coma. Les médecins disent qu'il faut lui parler pour la stimuler et la sortir de son long sommeil. Le libraire vient donc réciter à l'enfant des histoires ou des simples phrases de livres qu'il connait par cœur. C'est ici qu'il rencontre la mère de la petite, qui ne vient voir sa fille qu'en coup de vent. Elle est très jeune et a une envie permanente d'aller ailleurs, de chercher autre chose, de se sauver. Un des anciens camarades de Vollard se souvient l'avoir connu alors souffre-douleur des autres enfants ; mais il l'avait fasciné par sa manière de s'absorber dans ses lectures durant sa jeunesse. Doté d'une mémoire phénoménale, le libraire continue de réciter de longs passages de livres à la petite fille qui finit par reprendre conscience. Elle garde cependant une grave séquelle : la perte de la parole. Elle est alors emmenée dans un centre de rééducation de la Grande Chartreuse où Étienne Vollard l'emmène en promenade dans les montagnes alentour. Mais l'état de la petite s'aggrave. Le libraire, dont la librairie a brulé accidentellement, part à la recherche de la mère qui ne venait plus voir son enfant. Il la retrouve, la ramène auprès de sa fille qui décède. Vollard, lui, finit par se suicider en se jetant d'un pont, sur les lieux de ses promenades avec la petite fille.

## Éditions
- La Petite Chartreuse, Paris, Gallimard, coll. « Haute enfance », 2002, 178 p. (ISBN 2-07-076700-0)
- La Petite Chartreuse, Paris, Gallimard, coll. « Folio » (no 3991), 2004, 198 p. (ISBN 2-07-031330-1)
- La Petite Chartreuse, Paris, Gallimard, coll. « Folioplus classiques » (no 76), 2006, 234 p. (ISBN 2-07-033867-3)accompagnée de commentaires de Catherine Duffau et d'Agnès Verlet

Livre audio (lu par l'auteur)
- La Petite Chartreuse, Livraphone, 2003, 6 CD (ISBN 2-87809-339-9)
- La Petite Chartreuse, Livraphone, 2004, 1 CD MP3